# Mohamed Obaid Al-Saadi
Mohamed Obaid Hindi Al-Saadi (in arabo محمد عبيد السعدي‎?; Mascate, 24 febbraio 1994) è un velocista omanita.

## Palmarès
| Anno | Manifestazione                    | Sede        | Evento      | Risultato  | Prestazione | Note             |
| ---- | --------------------------------- | ----------- | ----------- | ---------- | ----------- | ---------------- |
| 2013 | Giochi della solidarietà islamica | Palembang   | 4×100 m     | Oro        | 39"72       |                  |
| 2014 | Campionati asiatici indoor        | Hangzhou    | 400 m piani | Batteria   | 49"02       |                  |
| 2014 | Giochi asiatici                   | Incheon     | 400 m piani | Batteria   | 47"96       |                  |
| 2014 | Giochi asiatici                   | Incheon     | 4×100 m     | Batteria   | dq          |                  |
| 2014 | Giochi asiatici                   | Incheon     | 4×400 m     | 6º         | 3'07"71     |                  |
| 2015 | Campionati asiatici               | Wuhan       | 400 m piani | Batteria   | 48"10       |                  |
| 2015 | Campionati asiatici               | Wuhan       | 4×100 m     | 7º         | 39"75       |                  |
| 2015 | Campionati asiatici               | Wuhan       | 4×400 m     | 6º         | 3'05"94     |                  |
| 2015 | Giochi mondiali militari          | Mungyeong   | 200 m piani | Semifinale | 21"36       |                  |
| 2015 | Giochi mondiali militari          | Mungyeong   | 4×100 m     | 6º         | 39"81       |                  |
| 2017 | Campionati asiatici               | Bhubaneswar | 200 m piani | Semifinale | 21"93       |                  |
| 2017 | Campionati asiatici               | Bhubaneswar | 4×100 m     | Batteria   | 41"08       |                  |
| 2017 | Campionati asiatici               | Bhubaneswar | 4×400 m     | 5º         | 3'06"79     |                  |
| 2017 | Giochi della solidarietà islamica | Baku        | 4×100 m     | 5º         | 40"37       |                  |
| 2017 | Giochi della solidarietà islamica | Baku        | 4×400 m     | Bronzo     | 3'08"94     |                  |
| 2017 | Campionati arabi                  | Radès       | 200 m piani | Bronzo     | 21"12       |                  |
| 2017 | Campionati arabi                  | Radès       | 4×100 m     | Argento    | 40"64       |                  |
| 2017 | Campionati arabi                  | Radès       | 4×400 m     | Argento    | 3'08"82     |                  |
| 2017 | Mondiali                          | Londra      | 200 m piani | Batteria   | 21"50       |                  |
| 2018 | Giochi asiatici                   | Giacarta    | 200 m piani | 7º         | 20"81       |                  |
| 2018 | Giochi asiatici                   | Giacarta    | 4×100 m     | Batteria   | 39"76       |                  |
| 2018 | Campionati dell'Asia occidentale  | Amman       | 200 m piani | Bronzo     | 21"09       |                  |
| 2019 | Campionati asiatici               | Doha        | 200 m piani | Finale     | dns         |                  |
| 2019 | Campionati asiatici               | Doha        | 4×100 m     | Bronzo     | 39"36       | Record nazionale |
| 2019 | Campionati arabi                  | Il Cairo    | 200 m piani | 5º         | 21"07       |                  |
| 2019 | Campionati arabi                  | Il Cairo    | 4×100 m     | Bronzo     | 40"22       |                  |
| 2023 | Campionati asiatici               | Bangkok     | 200 m piani | Semifinale | 21"08       |                  |
| 2023 | Campionati asiatici               | Bangkok     | 4x100 m     | 5º         | 39"17       | Record nazionale |
| 2023 | Giochi asiatici                   | Hangzhou    | 4x100 m     | Batteria   | dq          |                  |